# Imst (distrikt)
Imst är ett distrikt i förbundslandet Tyrolen i Österrike.
Distriktet gränsar till länderna Tyskland i norr och Italien i söder samt distrikten Innsbruck-Land i öst, Reutte i norr och Landeck i väst. Områdets areal är 1 725 km² och invånarantalet var den 1 januari 2023 cirka 62 000.
Staden Imst är administrativt centrum i distriktet.
Distriktet består av 24 kommuner, varav en stadskommun:

Kommunerna i distriktet Imst.

Stadskommun (Stadtgemeinde):
- Imst

Kommuner (Gemeinden):

- Arzl im Pitztal
- Haiming
- Imsterberg
- Jerzens
- Karres
- Karrösten
- Längenfeld
- Mieming
- Mils bei Imst
- Mötz
- Nassereith
- Obsteig
- Oetz
- Rietz
- Roppen
- Sankt Leonhard im Pitztal
- Sautens
- Silz
- Stams
- Sölden
- Tarrenz
- Umhausen
- Wenns